# Bahram V
Bahram V o Varanes V, més conegut com a Bahram Gor (Gor = Ase salvatge) per la seva afició a la cacera de les ases salvatges, fou rei sassànida de Pèrsia. Va regnar del 420 al 438.
La seva mare era suposadament Shoshanduxt, filla de l'exiliarca jueu. Va viure a la cort dels reis làcmides d'Hira Numan i Mundhir, on el seu pare l'hauria desterrat per algun desacord. A la mort d'Isdigerdes I el seu fill gran, Shapur, va anar des d'Armènia a Ctesifont per reclamar el tron però fou assassinat pels nobles i elegit rei el príncep Còsroes conegut com a Còsroes l'Usurpador.
Bahram V amb ajut del rei làcmida Mundhir o Monder va avançar cap a Ctesifont i els nobles alarmats, van negociar amb ell i van acceptar la seva reclamació després de prometre que canviaria la política del seu pare. Una llegenda diu que Bahram va suggerir posar la corona entre dos lleons i aquell dels dos pretendents que l'agafés seria rei, i Còsroes llavors va renunciar i en canvi Bahram va agafar la corona.
Va deixar el govern a alts funcionaris especial al gran ministre (wuzurg framadar) Mihr Narseh, Va rebaixar impostos i deutes en ocasió de grans festivitats, va promoure a diversos músics als més alts càrrecs i va portar a milers d'indis (luris) a Iran, per ensenyar als seus súbdits; el rei es dedicava als plaers sexuals i la cacera i va ser un dels reis més populars.
Poc després de pujar al poder es va enfrontar als huns blancs o heftalites que van envair l'Iran oriental; va deixar al seu germà Narses com a regent i va marxar de Nish a Merw fins a Kushmehan on va trobar a l'enemic i el va derrotar obtenint un gran botí que va dedicar al temple de foc d'Adur Gushnasp. Narses fou després nomenat governador del Khurasan.
Al front occidental fou menys afortunat; els armenis s'havien passat als romans d'Orient i el 421 va esclatar la guerra; Mihr Narseh va dirigir les forces perses però sense resultats decisius; a la província de Arzanene, Narseh fou derrotat (en aquesta ocasió el correu Pal·ladi va portar la notícia al Bòsfor en només tres dies) però els romans d'Orient no van poder culminar el setge de Nísibis encara que van expulsar els perses de la vall d'Amida.
Finalment (428) es va haver de signar un tractat de pau (anomenat pau dels cents anys i va durar fins al 12è any de regnat de l'emperador Anastasi, el 503), negociada per Maximí i Procopi, que reconeixia la llibertat religiosa dels cristians a l'Imperi Persa i dels zoroastrians a l'Imperi Romà d'Orient; aquest darrer contribuiria financierament a la defensa del passos del Caucas contra els huns. El rei Artaxes IV d'Armènia (establert el 423), fill de Bahramshapur, fou deposat i el país convertit en província sota un governador o marzban.
Hauria mort a l'estiu del 438 bé de mort natural o bé en una cacera.
La seva vida és narrada en un romanç èpic, les principals versions de la qual són el Sha-nama, el Haft peykar i el Hasht behesht. Les versions tenen un fons igual però els detalls varien considerablement. A les fonts literàries Bahram Gor és esmentat com la primera persona que va escriure poesies a Pèrsia.